# Raslovo
Raslovo(mađ. Oroszló) je selo u središnjoj južnoj Mađarskoj.
Zauzima površinu od 6,12 km četvornih.

## Zemljopisni položaj
Nalazi se na 46° 13' sjeverne zemljopisne širine i 18° 8' istočne zemljopisne dužine, sjeverno od Mečeka. Mindszentgodisa je 2 zapadno-sjeverozapadno, kotarsko sjedište Šaš je 2 km sjeverno-sjeverozapadno, Felsőegerszeg i Varga su 2 km sjeverno-sjeveroistočno, Pliške su 6 km istočno, Magyarhertelend je 2 km jugoistočno, Đabir je 1 km južno, Kishajmás je 2,5 km jugozapadno.

## Upravna organizacija
Upravno pripada Šaškoj mikroregiji, na sjeveru Baranjske županije. Poštanski broj je 7370. 

## Povijest
U povijesnim dokumentima se spominje 1402. pod imenom Zorozlow, pa zatim Zoroslo, Zorozlo.
Nekoliko puta je kroz povijest mijenjao gospodare. U 18. je pripadala obiteljima Petrovszky i Hrakovszky. 
Pred početak 20. stoljeća je upravno pripadala Baranjskoj županiji i u njoj Selurinačkom okrugu.
Po mađarski statistikama je 1910. u selu živjelo 464 stanovnika, od čega je bilo 246 Mađara i 218 Nijemaca. Od toga je bilo 445 rimokatolika, 7 evangeličkih kršćana i 11 židovske vjere.

## Promet
Nalazi se na cestovnoj prometnici br. 66 te uz istočno i sjeverno od željezničke prometnice Šaš-Komlov.

## Stanovništvo
Raslovo ima 324 stanovnika (2001.). Mađari su većina, a Nijemaca je 4%. Roma ima manje od 1%. U selu imaju manjinsku samoupravu. Više od 3/4 sela su rimokatolici, 2% je luterana, 6% je kalvinista te ostali.

## Poznate osobe
- Ivan Škrlec Lomnički, hrvatski ban

## Vanjske poveznice
- Raslovo na fallingrain.com